# Dmitriy Golovastov
Dmitriy Anatolievitch Golovastov  (né le 14 juillet 1971 à Moscou) est un athlète russe, spécialiste du 400 mètres. 

## Biographie
Dmitriy Golovastov remporte les championnats de Russie en plein air sur 400 mètres en 2000 et 2001 ; en salle, il s'impose en 1999 et 2002.

### Palmarès
| Date | Compétition                    | Lieu              | Résultat | Épreuve   | Performance   |
| ---- | ------------------------------ | ----------------- | -------- | --------- | ------------- |
| 1989 | Championnats d'Europe juniors  | Varaždin          | 3e       | 400 m     | 47 s 31       |
| 1989 | Championnats d'Europe juniors  | Varaždin          | 1er      | 4 × 400 m | 3 min 10 s 14 |
| 1990 | Championnats du monde juniors  | Plovdiv           | 4e       | 400 m     | 46 s 43       |
| 1990 | Championnats du monde juniors  | Plovdiv           | 4e       | 4 × 400 m | 3 min 05 s 60 |
| 1990 | Championnats d'Europe          | Split             | 8e       | 4 × 400 m | 3 min 04 s 17 |
| 1993 | Championnats du monde          | Stuttgart         | 5e       | 4 × 400 m | 3 min 00 s 44 |
| 1994 | Goodwill Games                 | Saint-Pétersbourg | 3e       | 4 × 400 m | 3 min 02 s 70 |
| 1994 | Championnats d'Europe          | Helsinki          | 4e       | 400 m     | 46 s 01       |
| 1994 | Championnats d'Europe          | Helsinki          | 3e       | 4 × 400 m | 3 min 03 s 10 |
| 1994 | Coupe du monde des nations     | Londres           | 3e       | 4 × 400 m | 3 min 03 s 26 |
| 1997 | Championnats du monde en salle | Paris             | 4e       | 4 × 400 m | 3 min 09 s 75 |
| 1999 | Championnats du monde          | Séville           | 5e       | 4 × 400 m | 3 min 00 s 98 |

### Records
| Épreuve    | Épreuve      | Performance | Lieu     | Date             |
| ---------- | ------------ | ----------- | -------- | ---------------- |
| 400 mètres | En plein air | 45 s 26     | Yokohama | 9 septembre 2000 |
| 400 mètres | En salle     | 46 s 63     | Moscou   | 19 février 1999  |